# Grande Fourche
Grande Fourche är en bergstopp i Schweiz.   Den ligger i distriktet Entremont och kantonen Valais, i den sydvästra delen av landet, 110 km söder om huvudstaden Bern. Toppen på Grande Fourche är 3 610 meter över havet, eller 270 meter över den omgivande terrängen. Bredden vid basen är 1,2 km.
Terrängen runt Grande Fourche är huvudsakligen bergig, men den allra närmaste omgivningen är kuperad. Närmaste större samhälle är Martigny, 14,6 km norr om Grande Fourche. 
Trakten runt Grande Fourche är permanent täckt av is och snö. Runt Grande Fourche är det glesbefolkat, med 19 invånare per kvadratkilometer.